# Convoi et comptablie de Bordeaux
Sous l'Ancien Régime, le convoi et la comptablie sont des droits de traites payés à Bordeaux.

## Histoire
Le convoi est établi en 1590 par Henry IV. Il se substitue alors à l'ensemble de taxes qui s'appliquaient déjà sur les importations de produits transitant depuis la mer sur la Garonne et la Dordogne. Il s'applique à toutes sortes de marchandises comme le miel, le sel, la cire, les châtaignes, etc. À l'origine il sert à payer les garnisons chargées de surveiller les deux rivières et d'assurer la sécurité des convois fluviaux. En 1615, Louis XIII, à la demande des bordelais, instaure un autre droit de convoi sur les deux rivières d'un écu par tonneau de vin. Ce droit est appelé nouveau convoi et coexiste avec l'ancien convoi instauré en 1590.
La comptablie est un droit de traite sur les marchandises importées ou exportées par la mer et passant par Bordeaux. Elle remplace les droits de grande et petite coutume en vigueur depuis au moins le XIe siècle, date à laquelle on retrouve des écrits attestant leur existence, mais ils peuvent être plus anciens. Le nom de comptablie serait un dérivé de comptablerie, nom donné à la maison du comptable de Bordeaux chargé de percevoir la petite et la grande coutume pour le roi à partir de 1552. Le comptable étant chargé de percevoir les deux coutumes, ces deux droits ont fini par se confondre sous le même nom de comptablie. En 1702 la comptablie était de trois et demi pour cent de la marchandise pour les Français et de six pour cent pour les étrangers et elle devait être payée en nature. Plusieurs produits sont exemptés de droit de comptablie quand ils sont importés vers Bordeaux depuis la France comme les eaux-de vie, le vinaigre, certains arbres fruitiers, le bois de construction de navire, le gibier, etc.